# Superintendent
En superintendent er egentlig en "opsynshavende".
Titlen er nu betegnelsen for en embedsmand, der varetager administrative ledelsesopgaver uden at have faglig autoritet. 
Ved Reformationen i Danmark (1536) blev titlen biskop erstattet med superintendent for at understrege at han skulle være tilsynsførende for sognene, men at han ikke, som i den katolske kirke, havde ret til at dømme i teologiske sager. Snart indså man at det lange ord var upraktisk, og titlen biskop blev genindført.
Titlen bruges i det britiske politikorps for en stationsleder, der ikke nødvendigvis har kompetence til at være sagsbehandler.
| Job | Spire Denne artikel om et job eller en stillingsbetegnelse er en spire som bør udbygges. Du er velkommen til at hjælpe Wikipedia ved at udvide den. |